# Lomographa atrinotapex
Lomographa atrinotapex là một loài bướm đêm trong họ Geometridae.